# Unione Sammarinese Lavoratori
L'Unione Sammarinese Lavoratori (USL) è una delle confederazioni sindacali di San Marino.

## Storia
Il sindacato è stato fondato nel 2008, ha sede in via 28 Luglio, 212 a Borgo Maggiore.
In data 20 giugno 2009, i delegati che prendono parte al Primo Congresso dell'Unione Sammarinese dei Lavoratori approvano il Consiglio Direttivo dell'Unione Sammarinese dei Lavoratori, dal quale a sua volta emerge la Segreteria.
Il primo Segretario del Sindacato è stato Francesco Biordi, il primo Segretario della Federazione Pubblico Impiego è stata Giorgia Giacomini. Primo Segretario della Federazione Servizi e Commercio è stato Epifanio Troina e il primo Segretario della Federazione Industria e Artigianato è stata Francesca Busignani che in seguito per diversi anni ha supportato tutto il comparto privato. Il primo Segretario della Federazione Pensionati è stato Sisto Spadoni. Nel giugno 2019 è succeduta Giorgia Giacomini a Francesco Biordi come Segretario Generale.
Nel luglio 2022 Francesca Busignani è stata eletta per acclamazione alla guida di USL. Nata a San Marino, la Segretaria Generale è stata Segretaria federale del Comparto Privato, prioritariamente Industria e Artigianato, dal 2009 al 2018. Dal 2018 al 2022 ha ricoperto il ruolo di Presidente dell’Unione Sammarinese dei Consumatori (UCS) di cui è vicepresidente.